# Nacholapithecus kerioi
Nacholapithecus kerioi je druh vyhynulých úzkonosých primátů, žijících ve středním miocénu (před 15 miliony let) na území dnešní Keni. Nacholapithecus kerioi byl nalezen na lokalitě Nachola v oblasti Samburu.

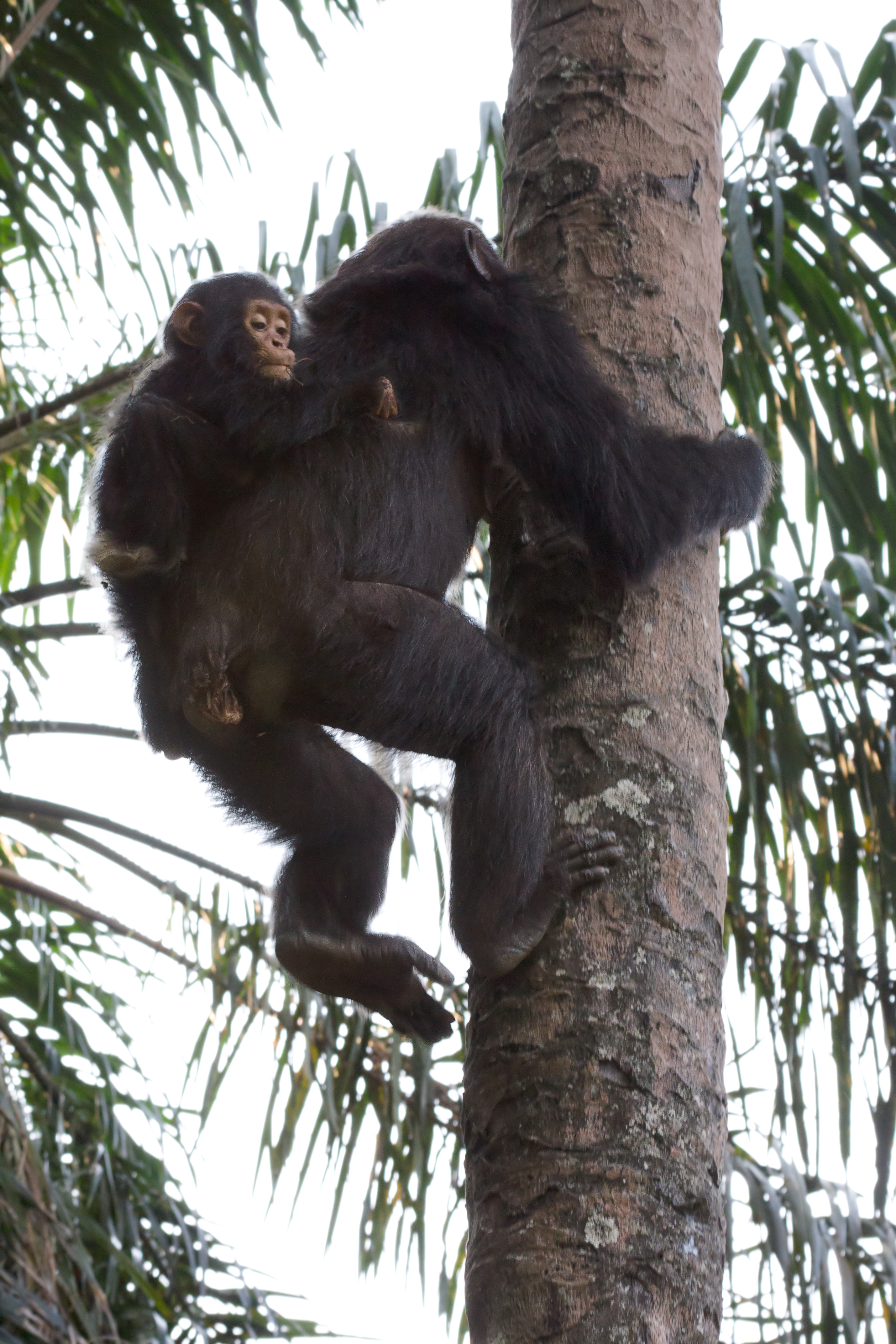
Vertikální šplhání u šimpanze

Dosud zachycené ostatky rodu Nacholapithecus jsou výjimečně dobře dochované a pomáhají poznat anatomii ostatních středně miocenních primátů, kteří jsou často známí jen útržkovitě. Nejvýznamnější je téměř kompletní kostra samce, označená kódem KNM-BG 35250, podle níž byl nový druh v roce 1999 popsán. Starší nálezy z 80. let 20. století byly původně řazeny do rodu Kenyapithecus.
Nacholapithecus byl středně velký stromový kvadrupední tvor, vývojově jen o málo pokročilejší než časně miocenní rod Proconsul. Samci druhu Nacholapithecus kerioi mohli dosahovat váhy asi 22 kg, zatímco samice vážily jen kolem 10 kg. Téměř kompletní kostra KNM-BG 35250 s jistotou dokládá zakrnělý ocas, větší pohyblivost ramenních kloubů i výrazně dlouhá chodidla.
Celkovou stavbou těla i morfologií zubů je Nacholapithecus podobný ostatním středně miocenním úzkonosým primátům a není příliš vzdálený ani starším druhům časného miocénu. Jedinečný je tím, že jeho přední končetiny jsou oproti zadním velmi robustní, velké a schopné silného úchopu. Ukazují na občasné využívání pohybu, který přední končetiny značně zatěžoval – uvažuje se o nějaké formě vertikálního šplhání. Převážně se však Nacholapithecus stále ještě pohyboval po všech čtyřech končetinách a jeho postoj mohl být jen o málo vzpřímenější než u Proconsula. Způsobem pohybu se Nacholapithecus tudíž nepodobá ani proconsulidům ani moderním lidoopům a zůstává někde na pomezí. K lokomoci současných hominoidů, využívajících závěsu na předních končetinách, měl ještě daleko. Předpokládá se ovšem, že výrazné zapojení předních končetin mohlo být právě prvním náznakem vývoje tímto směrem.